# Macrouridae
Pour les articles homonymes, voir Grenadier.
Famille
Les grenadiers ou poissons queue de rat (Macrouridae) forment une famille de poissons vivant dans les abysses (2 000 à 6 000 m), appartenant à l'ordre des Gadiformes.

## Description et caractéristiques
Ce sont des poissons abyssaux, caractérisés par leur corps effilé vers l'arrière, les nageoires caudale, anale et la seconde dorsale étant toutes fusionnées en une palette natatoire continue terminée en longue pointe (sauf une espèce pourvue d'une caudale différenciée). Aucune nageoire ne porte d'épine dure, mis à part, parfois, le premier rayon dorsal. Le visage est large et osseux, et le menton est souvent équipé de filaments sensoriels.
Les plus grandes espèces comme Albatrossia pectoralis (le « grenadier géant ») atteignent 80 cm de long.

## Pêche
En France, l'espèce la plus connue est le grenadier de roche (Coryphaenoides rupestris Gunnerus, 1765) ; chez cette espèce, la proportion d’individus de petite taille augmente avec la profondeur. 
Comme d'autres espèces des grandes profondeurs, ces poissons sont recherchés et pêchés depuis la fin des années 1980, par suite de la surpêche et raréfaction des poissons de surface. Cela a conduit certains pêcheurs (chalutiers semi-industriels et industriels de la flottille pratiquant le chalutage de fond) à quitter le plateau continental et enfoncer leurs chaluts plus profondément sur l'étage moyen de la pente continentale, c’est-à-dire au-delà de 750 mètres, selon la définition donnée par Haedrich & Merret et Merrett (1988), puis de plus en plus profondément.
Le grenadier de roche est classé comme menacé d'extinction, dans la liste rouge européenne des poissons marins.

## Taxinomie
Selon World Register of Marine Species (3 mars 2016) :
- sous-famille Bathygadinae Jordan & Evermann, 1898
  - genre Bathygadus Günther, 1878
  - genre Gadomus Regan, 1903
- sous-famille Macrourinae Bonaparte, 1831
  - genre Albatrossia Jordan & Gilbert, 1898
  - genre Asthenomacrurus Sazonov & Shcherbachev, 1982
  - genre Cetonurichthys Sazonov & Shcherbachev, 1982
  - genre Cetonurus Günther, 1887
  - genre Coelorinchus Giorna, 1809
  - genre Coryphaenoides Gunnerus, 1765
  - genre Cynomacrurus Dollo, 1909
  - genre Echinomacrurus Roule, 1916
  - genre Haplomacrourus Trunov, 1980
  - genre Hymenocephalus Giglioli, 1884
  - genre Kumba Marshall, 1973
  - genre Kuronezumia Iwamoto, 1974
  - genre Lepidorhynchus Richardson, 1846
  - genre Lucigadus Gilbert & Hubbs, 1920
  - genre Macrosmia Merrett, Sazonov & Shcherbachev, 1983
  - genre Macrourus Bloch, 1786
  - genre Malacocephalus Günther, 1862
  - genre Mataeocephalus Berg, 1898
  - genre Mesobius Hubbs & Iwamoto, 1977
  - genre Nezumia Jordan, 1904
  - genre Odontomacrurus Norman, 1939
  - genre Paracetonurus Marshall, 1973
  - genre Pseudocetonurus Sazonov & Shcherbachev, 1982
  - genre Pseudonezumia Okamura, 1970
  - genre Sphagemacrurus Fowler, 1925
  - genre Spicomacrurus Okamura, 1970
  - genre Trachonurus Günther, 1887
  - genre Ventrifossa Gilbert & Hubbs, 1920
- sous-famille Macrouroidinae Smith & Radcliffe, 1912
  - genre Macrouroides Smith & Radcliffe, 1912
  - genre Squalogadus Gilbert & Hubbs, 1916
- sous-famille Trachyrincinae Goode & Bean, 1896
  - genre Idiolophorhynchus Sazonov, 1981
  - genre Trachyrincus Giorna, 1809

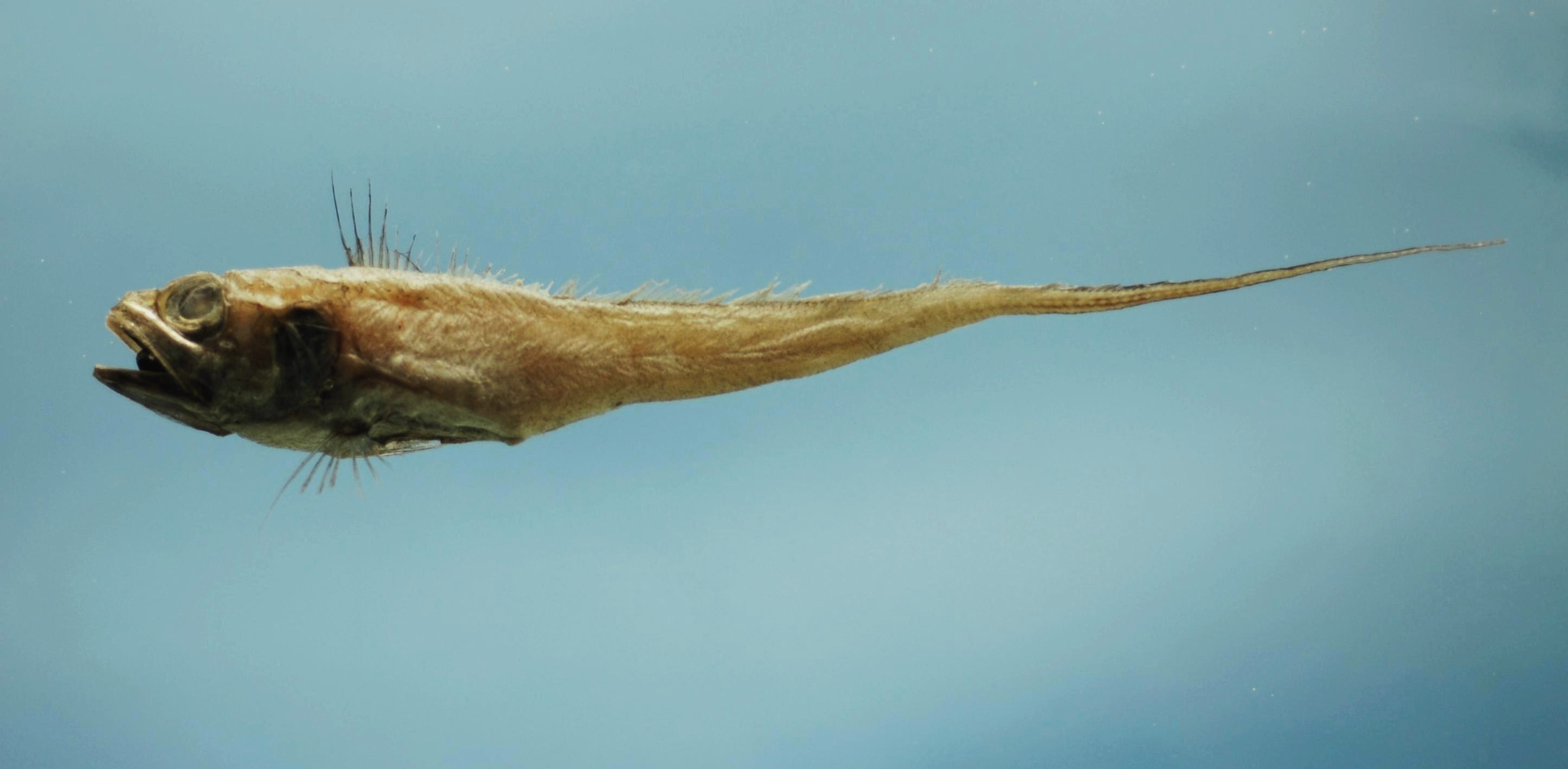
Bathygadus melanobranchus
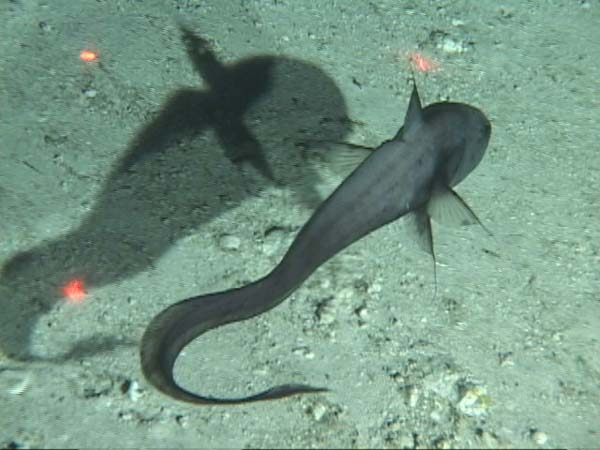
Gadomus melanopterus
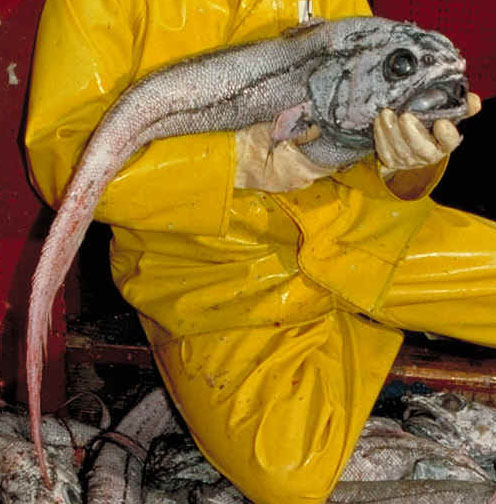
Albatrossia pectoralis
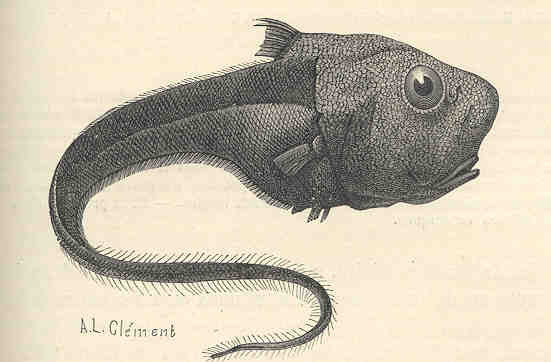
Cetonurus globiceps
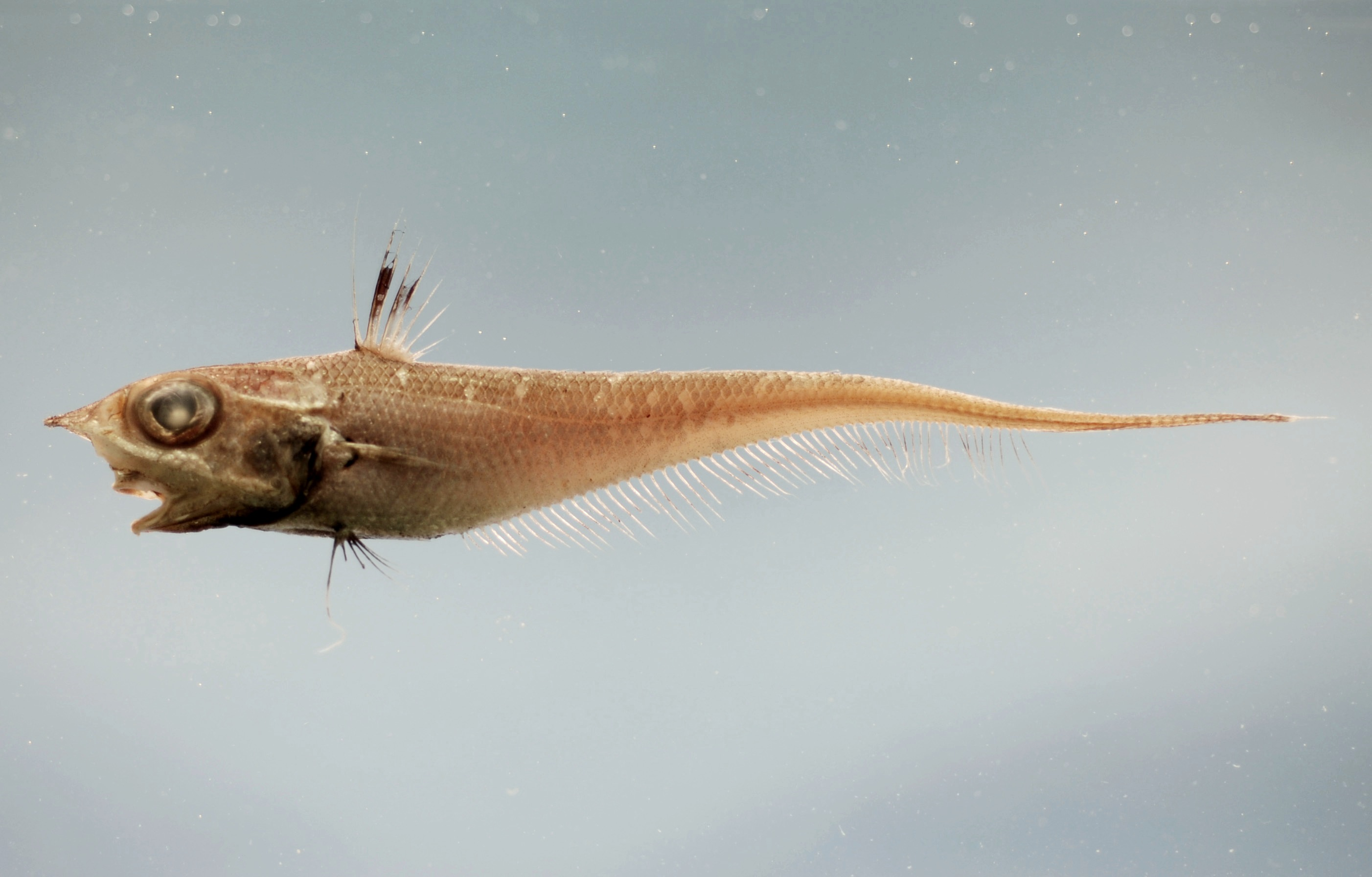
Caelorinchus caelorhincus
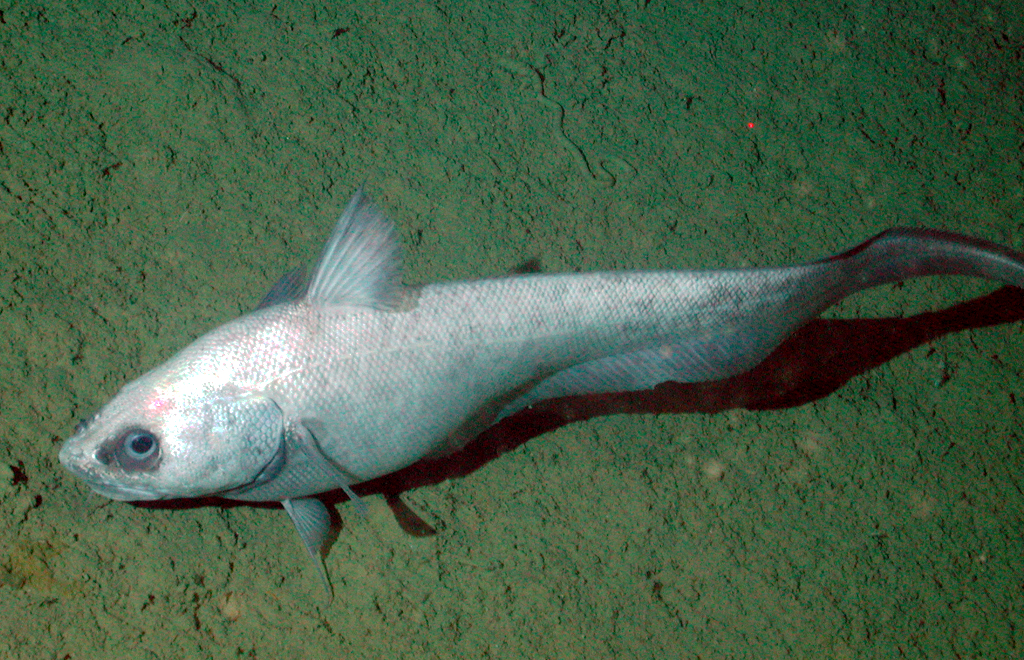
Coryphaenoides leptolepis
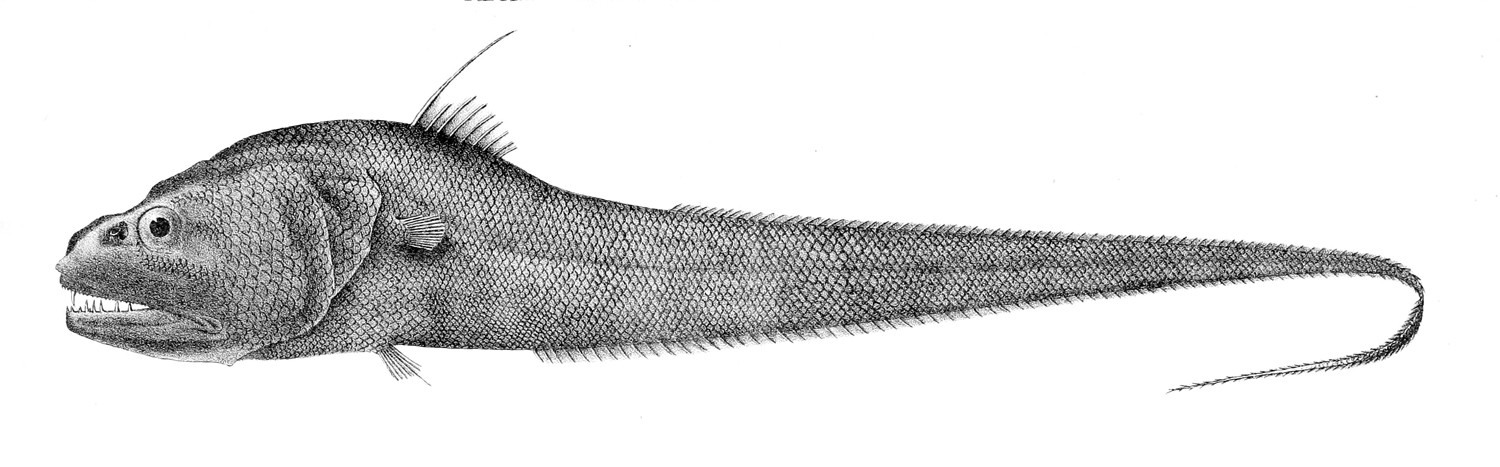
Cynomacrurus piriei
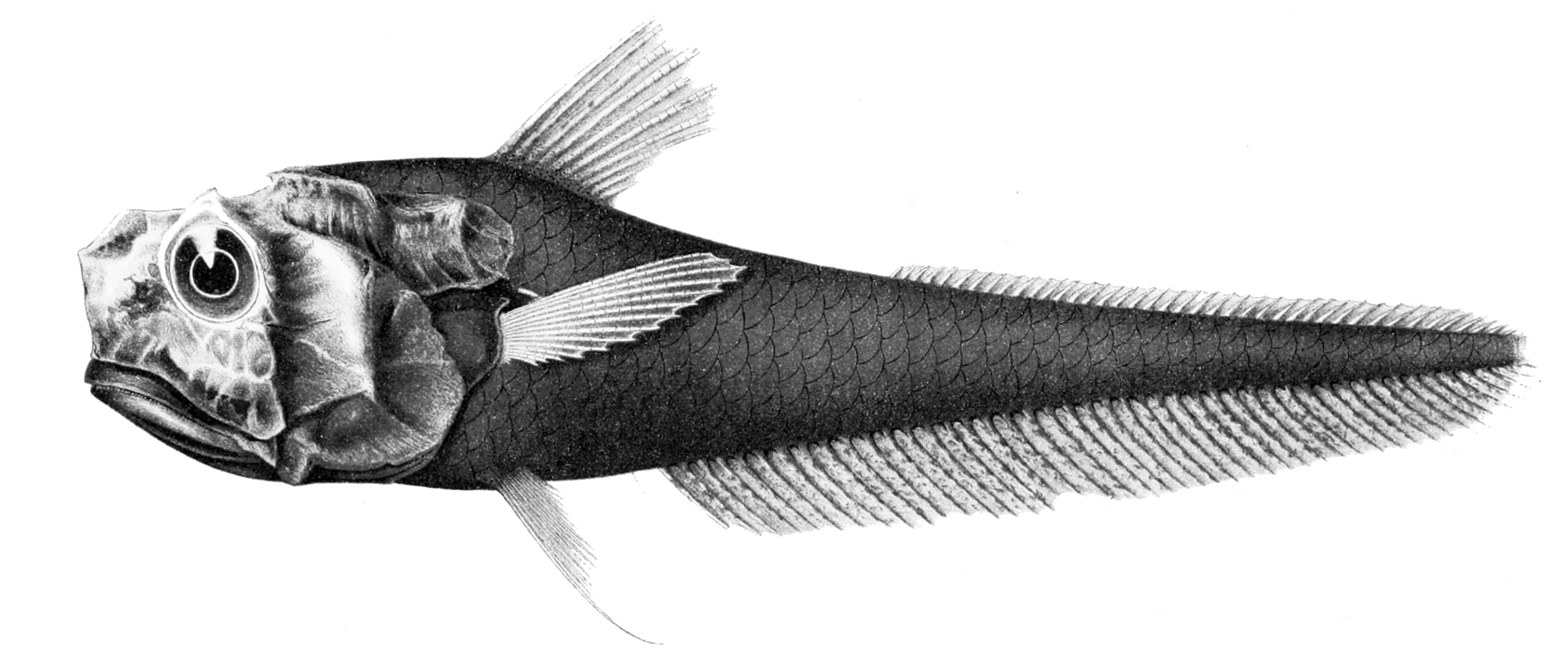
Hymenocephalus aterrimus
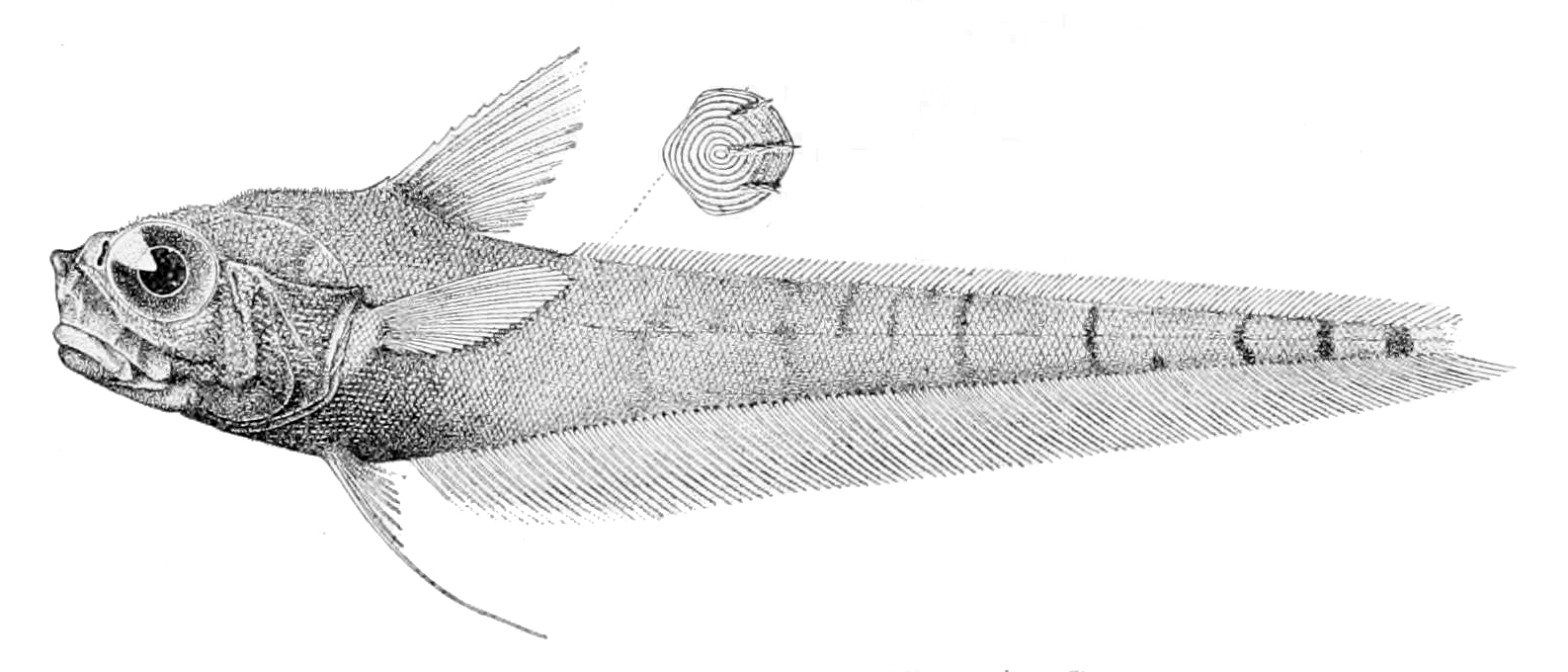
Kumba hebetata
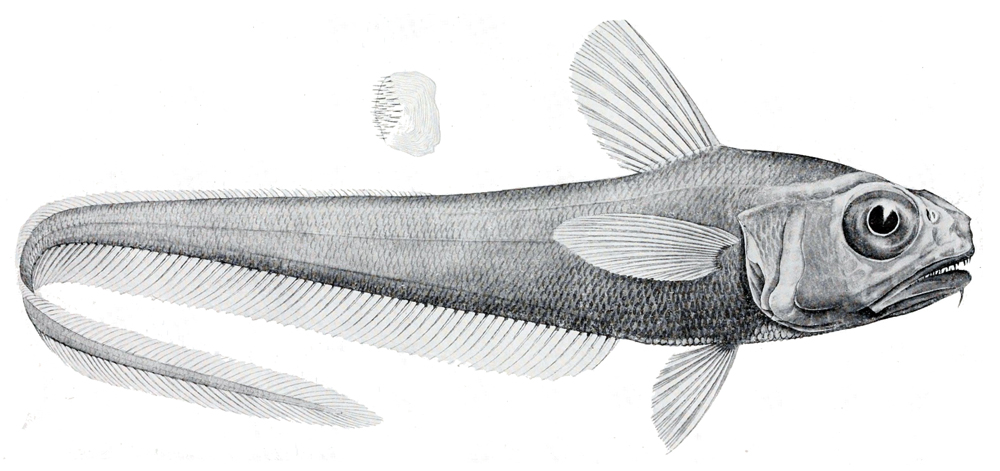
Lepidorhynchus denticulatus
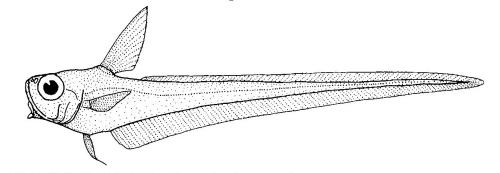
Lucigadus nigromaculatus
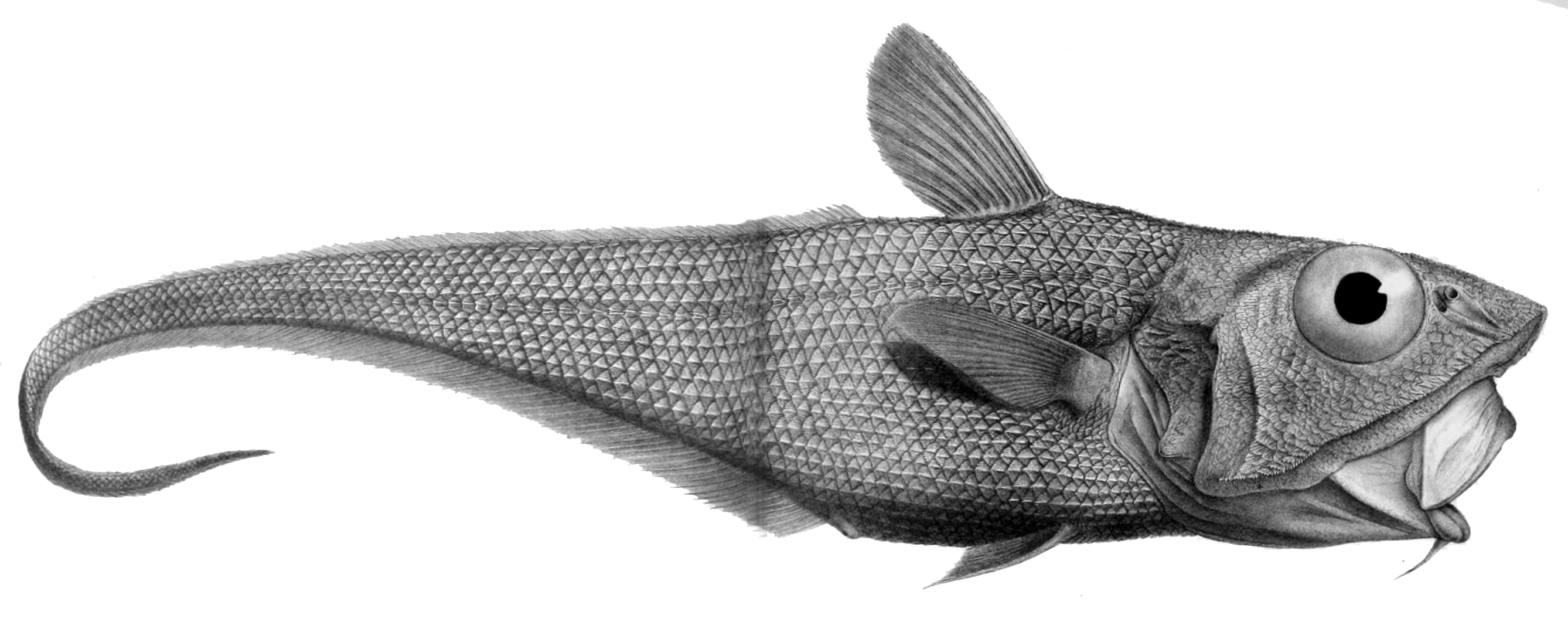
Macrourus carinatus
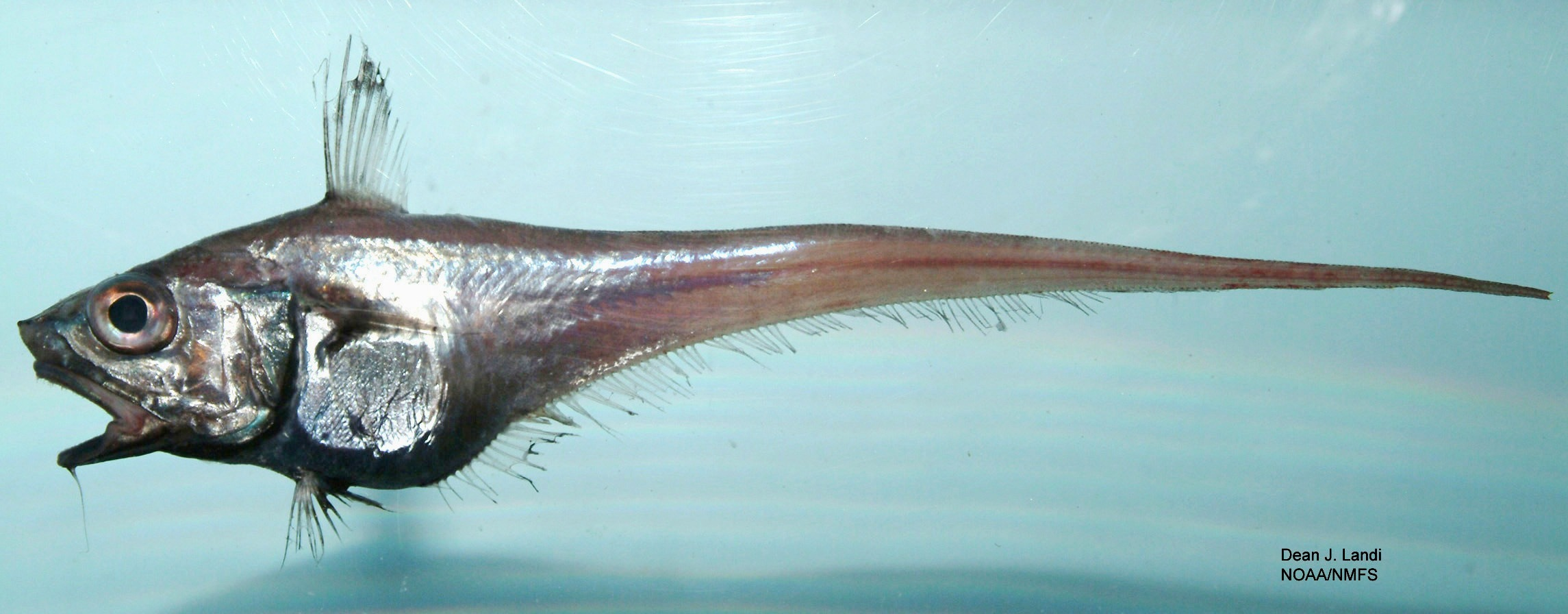
Malacocephalus occidentalis
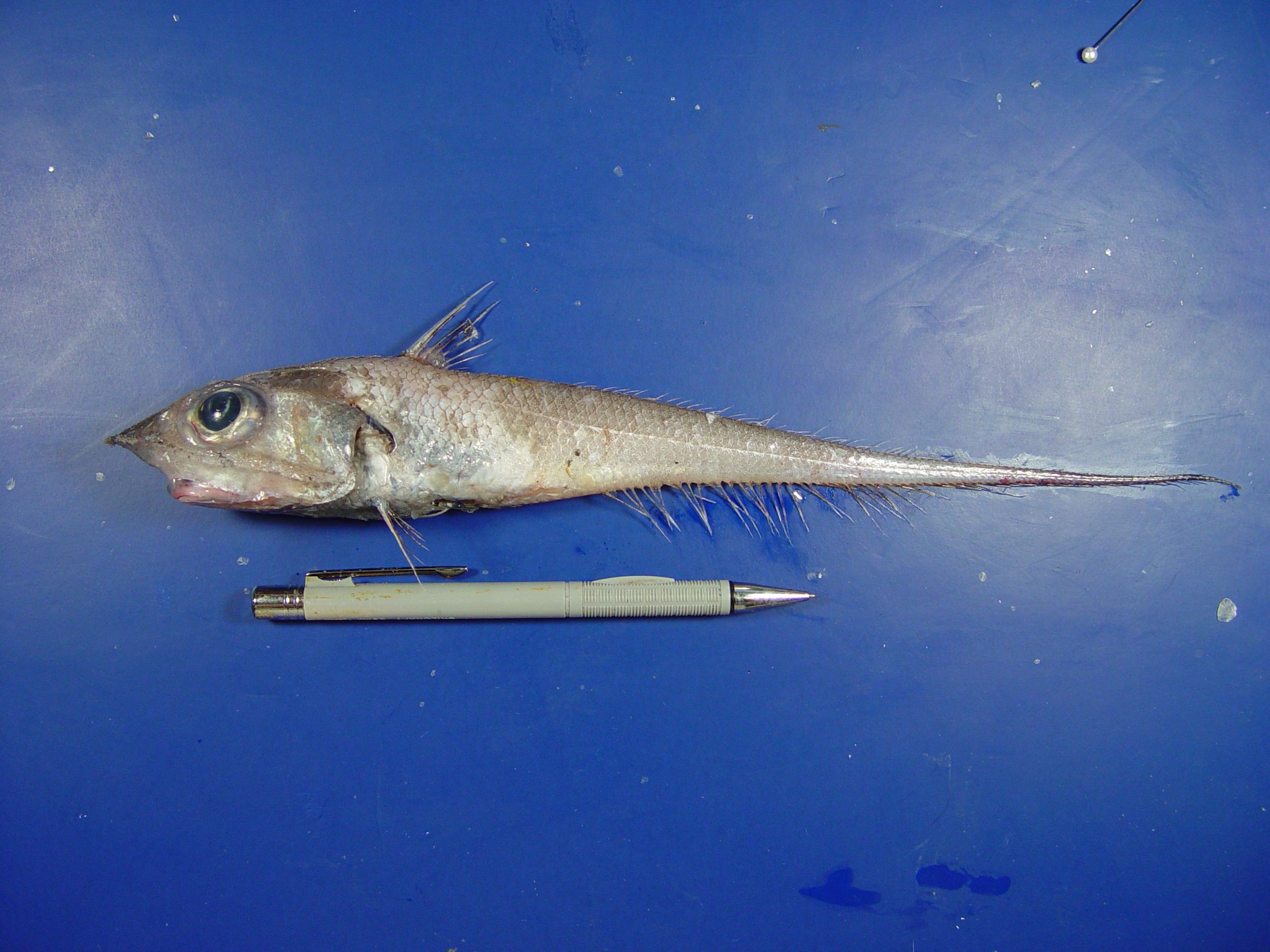
Nezumia cyrano
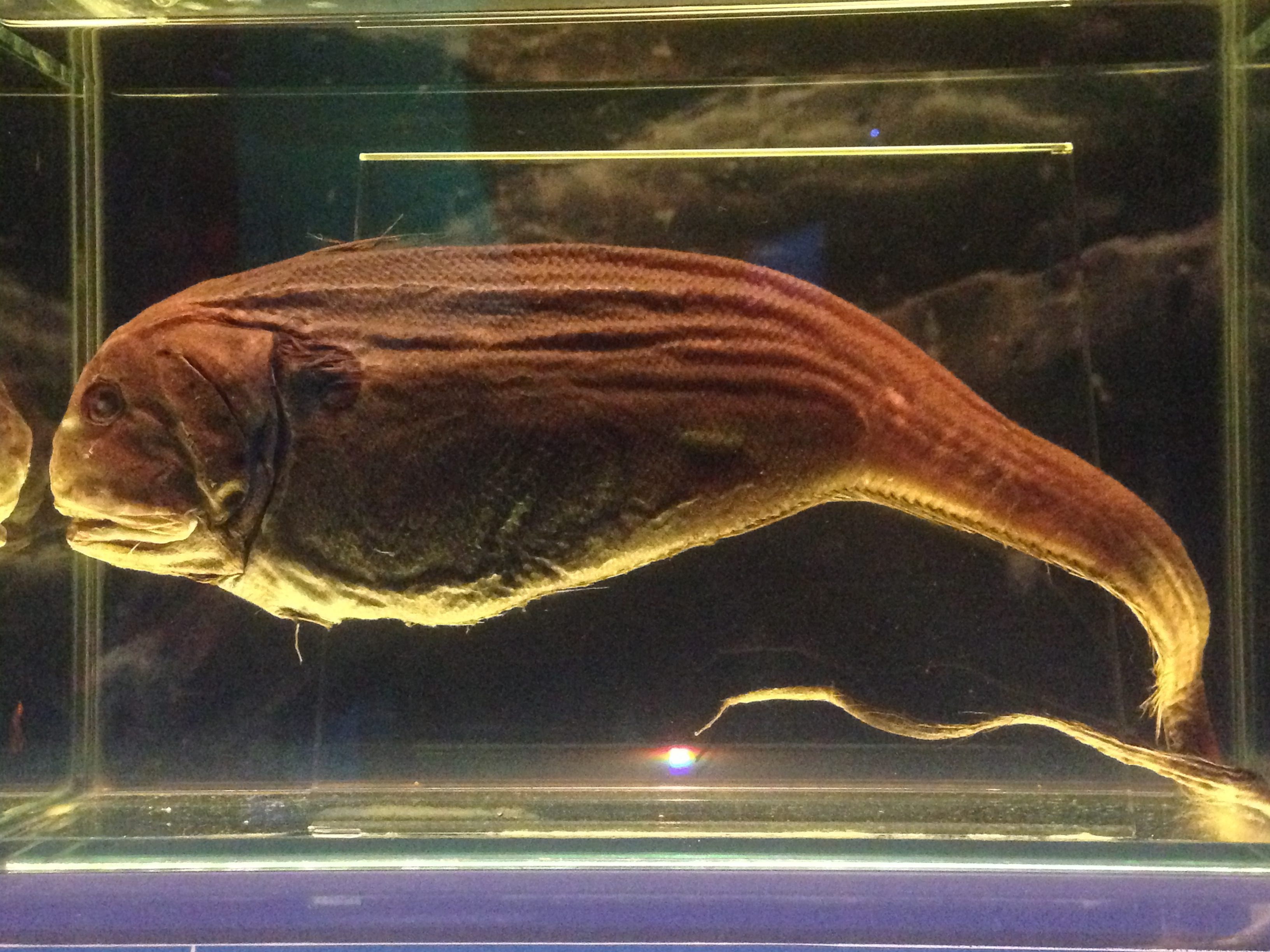
Odontomacrurus murrayi
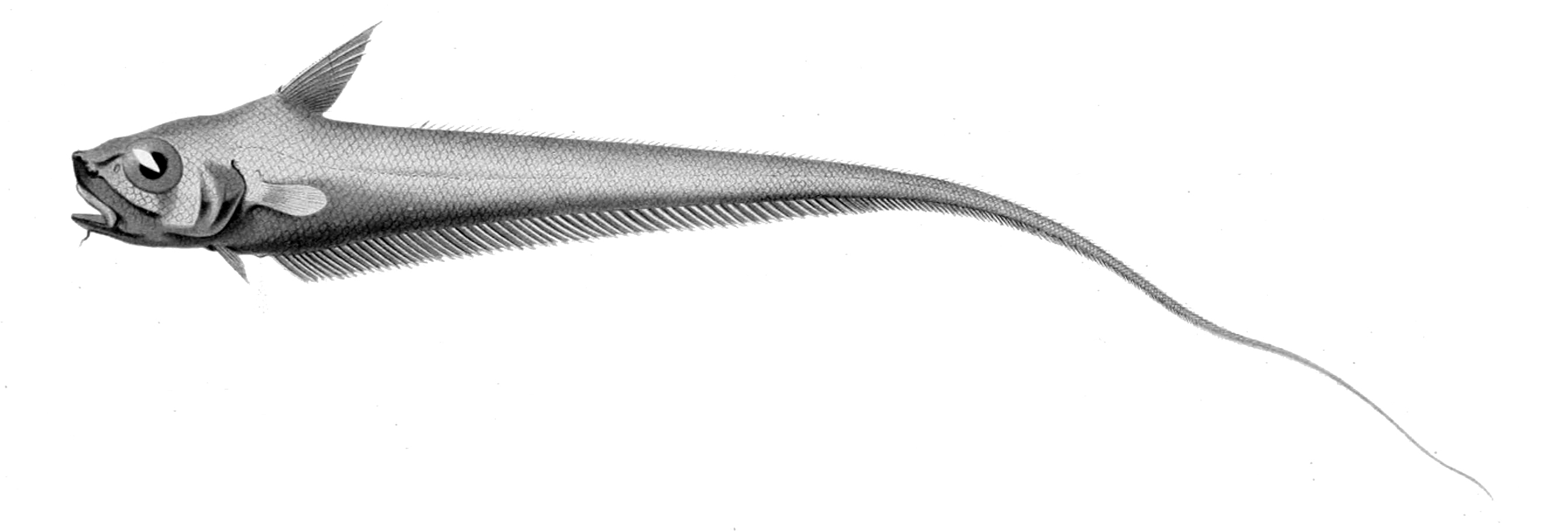
Sphagemacrurus hirundo
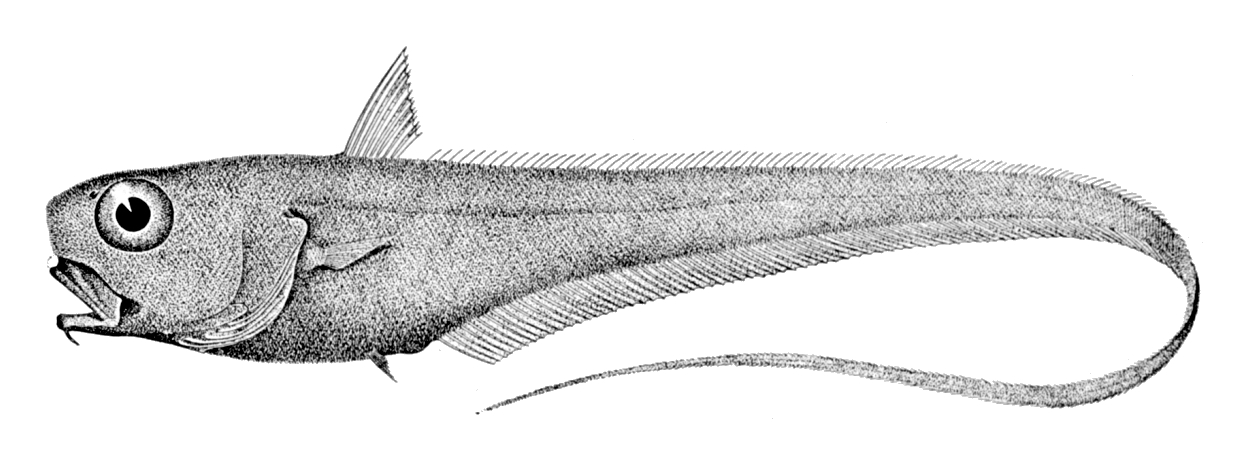
Trachonurus sulcatus
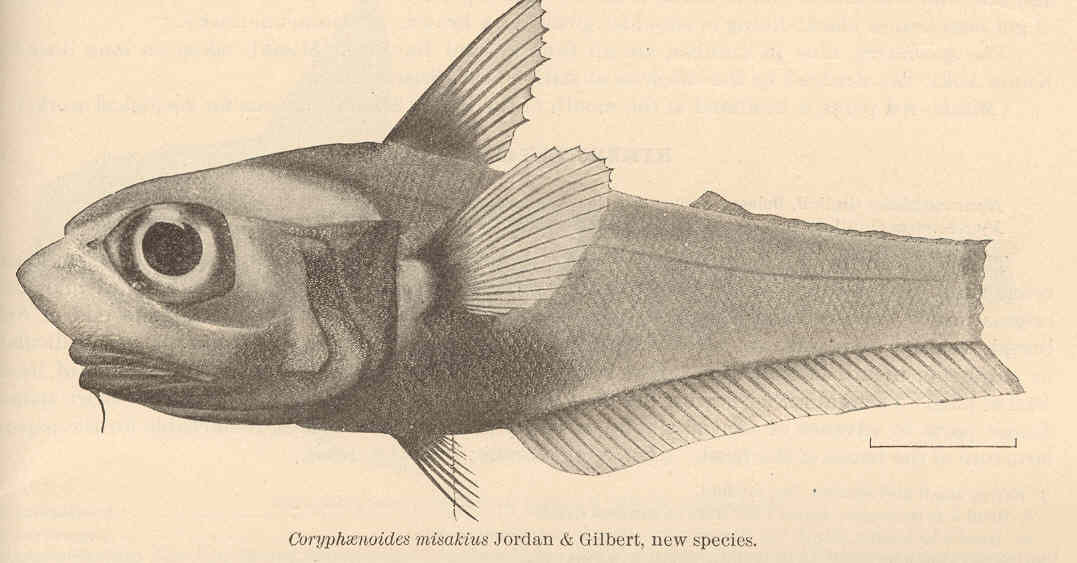
Ventrifossa misakia
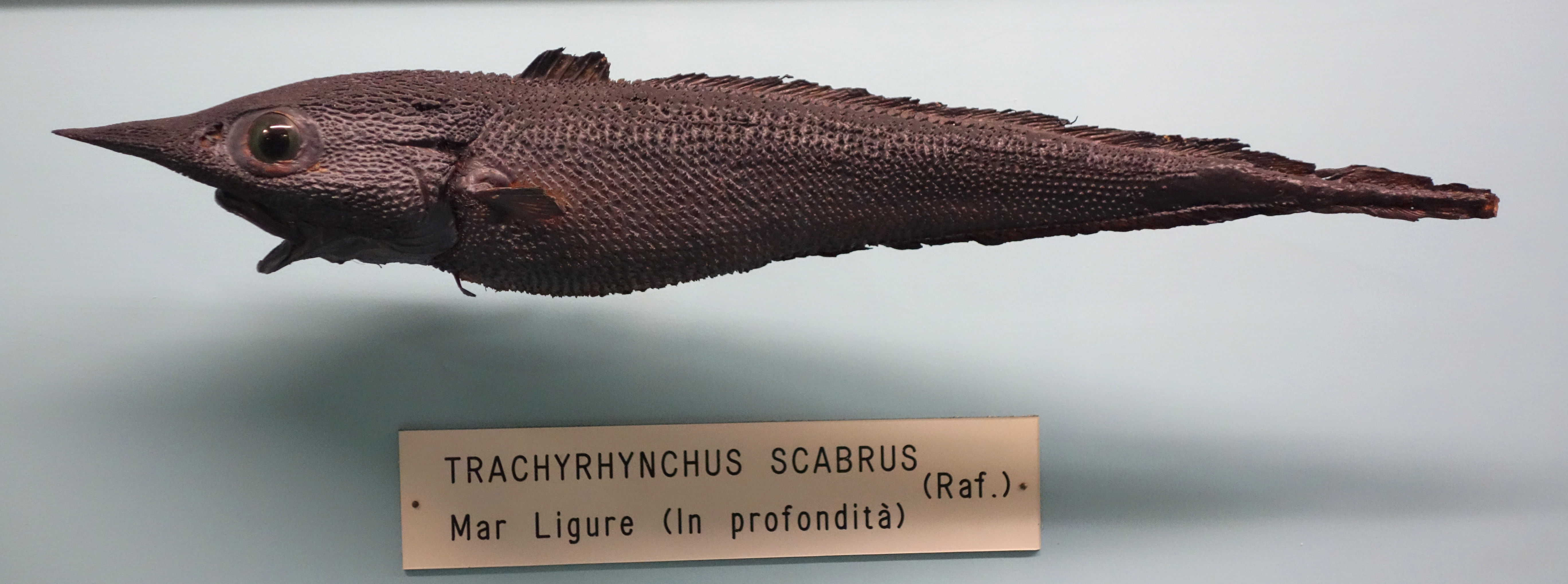
Trachyrincus scabrus